# 클로버필드 10번지
《클로버필드 10번지》(영어: 10 Cloverfield Lane 텐 클로버필드 레인[*])는 2016년 공개된 SF 공포 스릴러 영화로, 클로버필드 앤솔러지 영화 시리즈 두 번째 작품이다. 전편에 이어 J. J. 에이브럼스가 제작을 맡았고, 댄 트랙턴버그가 새 감독으로 내정되었다. 각본은 데이미언 셔젤과 조시 캠벨, 맷 스투컨이 공동으로 작성하였다. 전편과 마찬가지로 대체 현실 게임(ARG) 마케팅 기법을 이용해 많은 관심을 받았다.

## 출연
- 메리 엘리자베스 윈스테드 - 미셸 역
- 존 굿맨 - 하워드 스탬블러 역
- 존 갤러거 주니어 - 에밋 디윗 역
- 수잰 크라이어 - 레슬리 역
- 브래들리 쿠퍼 - 벤 역 (목소리)